# Lürriper Straße 43 (Mönchengladbach)

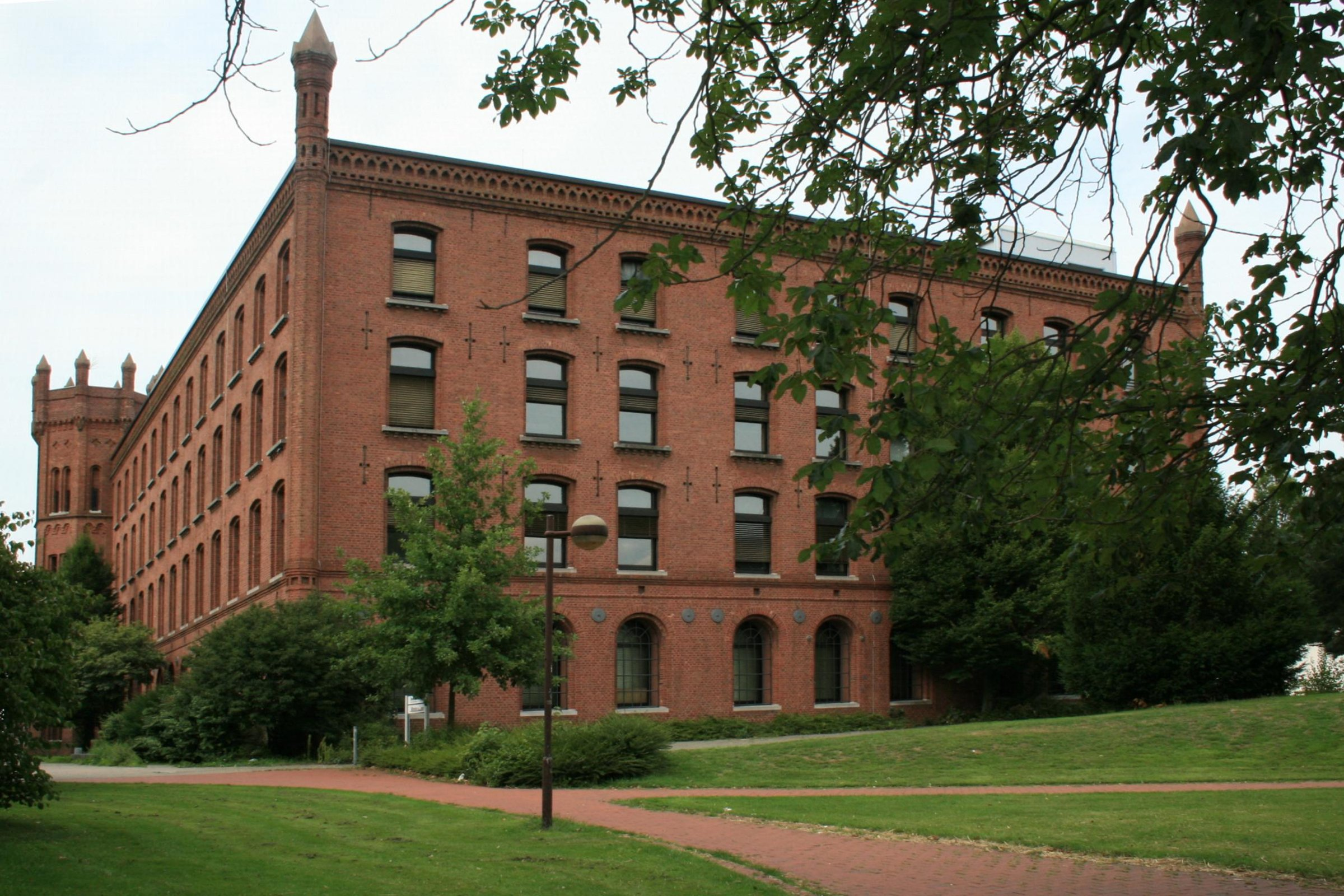
Fachschule (2011)

Das Gebäude Lürriper Straße 43  steht im Stadtteil Hardterbroich-Pesch in Mönchengladbach (Nordrhein-Westfalen).
Das Gebäude wurde 1854/1855 erbaut. Es wurde unter Nr. L 027 am 2. Juni 1987 in die Denkmalliste der Stadt Mönchengladbach eingetragen.

## Lage
Das ehemalige Fabrikgebäude liegt im Norden des Stadtteils Hardterbroich-Pesch, auf der Rückseite des Mönchengladbacher Hauptbahnhofs am Platz der Republik, umgeben von Heinrich-Sturm-Straße im Westen, Lürriper Straße im Süden und dem Vitusbad im Osten.

## Architektur
Der 1854/55 erbaute Fabrikkomplex galt zu seiner Zeit als „Das größte Industrieschloss Deutschlands“.
Die Backsteingebäude der Gladbacher Actienspinnerei und Weberei sind im Formenkanon gotischer Schlossanlagen ausgeführt.
Den Anforderungen eines Denkmals entspricht nur der ehemalige Webereitrakt, der 1974/78 restauriert und zur Schule umgebaute Südflügel.
Es handelt sich um ein langgestrecktes, in vier Geschossen errichtetes Gebäude auf l-förmigen Grundriss. Öffnung der Fassade in regelmäßig angeordneten Hochformatfenstern mit rund- bzw. segmentbogigen Abschlüssen. Die dem Platz der Republik zugewandte Fassade gliedert sich in 13 Fensterachsen.
Die Gebäude der Gladbacher Actienspinnerei und Weberei kennzeichnen beispielhaft die Entwicklung der Fabrikarchitektur in Rheinland um 1850. Mit der Übertragung von Bedeutungsformen der Herrscherarchitektur auf funktional bedingte Baukörper und Grundrisse wird zudem Status und Selbstverständnis der Gründer veranschaulicht. Darüber hinaus dokumentiert der Gebäudekomplex eine Umnutzungsmöglichkeit von Denkmälern, wobei beide Flügel in ihrem Umbau bzw. ihrer Restauration die zeitbedingt unterschiedliche Auffassung von Wert der Gebäude und der Denkmalpflege zum Ausdruck bringen.